# 反曲骗梭螺
反曲骗梭螺（学名：Phenacovolva recurva）为梭螺科骗梭螺属的动物。分布于日本以及中国大陆的海域等地，常见于水深30-100m。该物种的模式产地在中国海域。